# Vehari
Vehari (en ourdou : وہاڑی) est une ville pakistanaise, et capitale du district de Vehari, dans la province du Pendjab.
La population de la ville a été multipliée par près de cinq entre 1972 et 2017, passant de 28 246 habitants à 145 464. Entre 1998 et 2017, la croissance annuelle moyenne s'affiche à 2,3 %, semblable à la moyenne nationale de 2,4 %. En 2023, la population de la ville monte à 210 288 habitants.
La ville est essentiellement pendjabie, puisque près de 84 % des habitants en parlent la langue, tandis qu'environ 14 % des habitants ont l'ourdou pour langue maternelle, et on compte une petite minorité parlant saraiki (1 %).
Essentiellement musulmane, la ville inclut une minorité chrétienne, comptant plus de 4 000 fidèles, presque 2 % des habitants de la ville.
Le taux d'alphabétisation de la ville s'élève à 77 % en 2023 (contre une moyenne nationale de 61 %), dont 80 % pour les hommes et 72 % pour les femmes.
|            | 1961 (rec.) | 1972 (rec.) | 1981 (rec.) | 1998 (rec.) | 2017 (rec.) | 2023 (rec.) |
| ---------- | ----------- | ----------- | ----------- | ----------- | ----------- | ----------- |
| Population | 15 410      | 28 246      | 53 799      | 92 334      | 145 464     | 210 288     |